# Petr Vopěnka

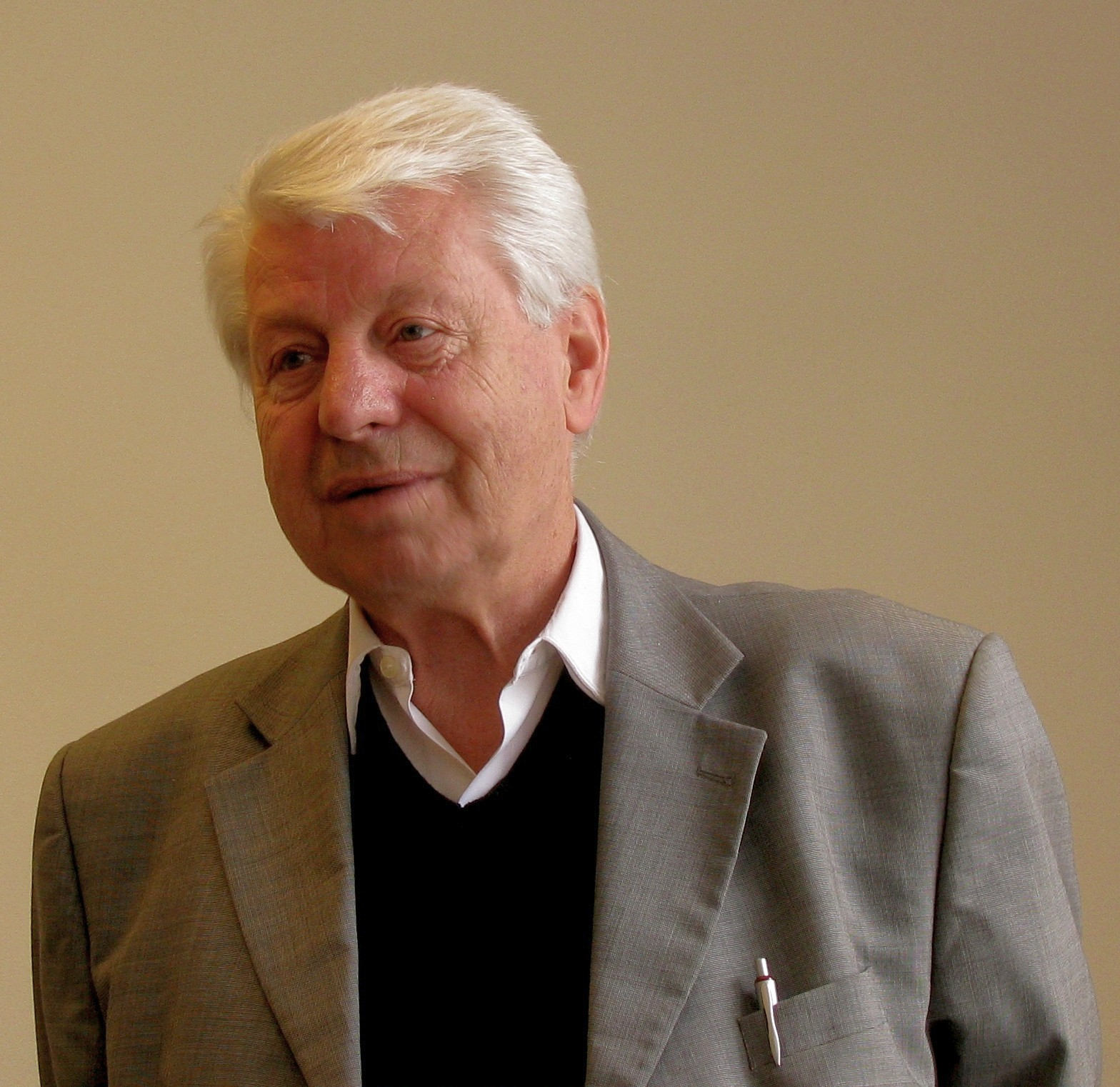
Petr Vopěnka (2009)

Petr Vopěnka (* 16. Mai 1935 in  Prag; † 20. März 2015) war ein tschechischer Mathematiker, der sich mit Mengenlehre, mathematischer Logik, Philosophie der Mathematik und Mathematikgeschichte befasste.

## Leben
Vopěnka wuchs in Dolní Kralovice auf und ging in Ledeč nad Sázavou zum Gymnasium. Von 1953 bis 1958 studierte er Mathematik und Physik an der Karls-Universität Prag, wo er danach unterrichtete. 1962 wurde er dort bei Eduard Čech (bei dem er die Dissertation begann – Cech starb aber 1960) und Ladislav Rieger promoviert (Kandidatentitel) und 1967 habilitiert (Doktortitel nach dem russischen System). Ab 1964 war er Dozent und 1968 wurde er Professor an der Karls-Universität (Ernennung durch den Akademischen Rat der Universität), konnte aber aus politischen Gründen nach der Niederschlagung des Prager Frühlings erst 1990 seine Professur antreten. 1967 wurde er Leiter der damals neu gegründeten Abteilung für mathematische Logik an der Universität, die 1970 wieder aufgelöst wurde, und 1966 bis 1969 war er Vizedekan der mathematisch-physikalischen Fakultät. In den 1970er und 1980er Jahren war er politisch in Ungnade gefallen. Er konnte zwar an der Karls-Universität bleiben (unter anderem dank der Intervention des russischen Mathematikers Pawel Sergejewitsch Alexandrow), wo er Haupt einer Schule mathematischer Logiker war, konnte aber Kongresse im Ausland (selbst in Polen) nicht besuchen und war in seinen Kontakten mit ausländischen Mathematikern beschränkt. Nach der Wende 1990 wurde er stellvertretender Rektor der Karls-Universität und 1990 bis 1992 war er Unterrichtsminister der Tschechoslowakischen Republik. Ab 1992 war er Leiter der neu gegründeten Abteilung für mathematische Logik der Karls-Universität, die bis 2000 bestand, als Vopěnka in den Ruhestand ging und Professor Emeritus der Karls-Universität wurde. Bis 2009 lehrte er an der Jan-Evangelista-Purkyně-Universität Ústí nad Labem und danach in der Abteilung für interdisziplinäre Forschung der Westböhmischen Universität in Pilsen.
1998 erhielt er vom Präsidenten Václav Havel die Verdienstmedaille. 1970 war er Invited Speaker auf dem Internationalen Mathematikerkongress in Nizza (The theory of semisets).
Mitte der 1960er Jahre führte er unabhängig von Dana Scott und Robert Solovay boole-wertige Modelle der Mengenlehre ein.
Er war Anfang der 1970er Jahre der Begründer einer Alternativen Mengenlehre, wobei sich alternativ auf die klassische Cantorsche Mengenlehre bezieht. Er befasste sich auch seit den 1970er Jahren und 1980er Jahren zunehmend mit Philosophie der Mathematik, wobei er von Edmund Husserl beeinflusst ist. Er organisierte in den 1980er Jahren ein philosophisches Seminar an der Karls-Universität, wo er auch offiziell verbannten Philosophen Zugang verschaffte. Später wandte er sich der Mathematikgeschichte zu. Er übersetzte klassische mathematische Werke zum Beispiel von al-Chwarizmi und Euklid ins Tschechische.
Zu seinen Doktoranden zählen Thomas Jech, Karel Hrbacek und Petr Hájek.

## Schriften (Auswahl)
- Mathematics in the alternative set theory. Teubner, Leipzig 1979, DNB 801040825.
- Introduction to mathematics in the alternative set theory. Bratislava 1989.
- Mit Petr Hájek: The theory of Semisets. North Holland 1972.
- Podivuhodný květ českého baroka. (Die bemerkenswerte Blüte des tschechischen Barocks), 1998.
- Meditace o základech vědy. (Meditationen über die Grundlagen der Wissenschaft), 2001.
- Úhelný kámen evropské vzdělanosti a moci. (Eckstein europäischer Gelehrsamkeit und Macht), 2000.